# António Félix da Costa
António Maria de Mello Breyner Félix da Costa (Cascais, 31 augustus 1991) is een Portugees autocoureur wiens oudere broer Duarte ook racet. 

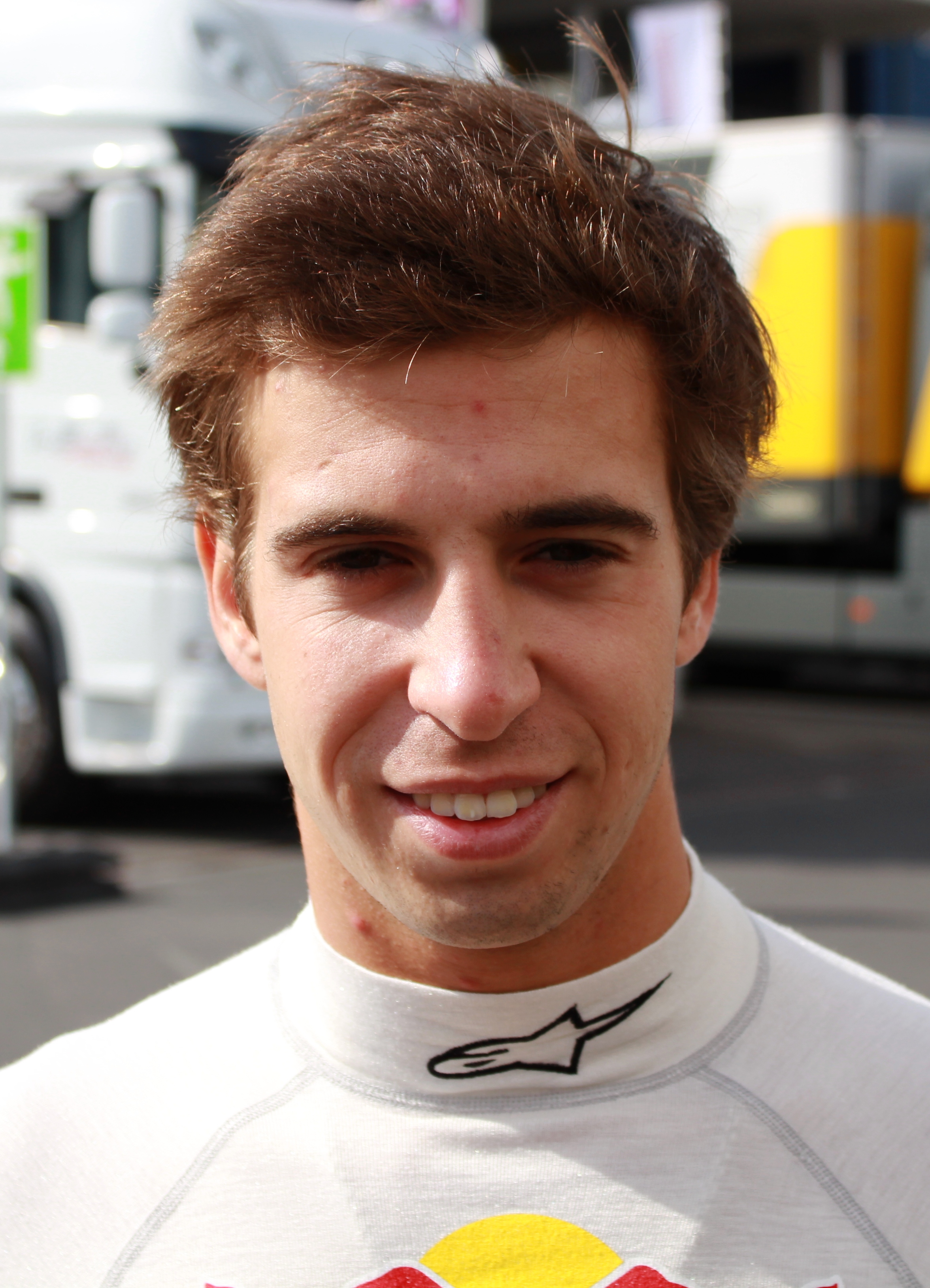
António Félix da Costa in 2012.

## Carrière

### Vroege carrière
Da Costa begon zijn carrière in het karting op negenjarige leeftijd, waar hij bleef rijden tot 2007.
In 2008 reed Da Costa in zowel de Eurocup Formule Renault 2.0 als de Formule Renault 2.0 NEC voor het team Motopark Academy. In de Eurocup reed hij zes van de veertien races, met als beste resultaat een vierde plaats in zijn laatste race in Estoril. Hij eindigde als dertiende in het kampioenschap met 19 punten. In de NEC reed hij wel het gehele seizoen, waarbij hij als tweede eindigde achter Valtteri Bottas, die vier races niet won. Hij behaalde één overwinning op Oschersleben en eindigde het kampioenschap met 279 punten, 86 minder dan Bottas.
In 2009 reed Da Costa opnieuw in beide kampioenschappen voor Motopark Academy. In de Eurocup eindigde hij als derde in het kampioenschap met drie overwinningen en 128 punten, achter Albert Costa en Jean-Éric Vergne. In de NEC werd hij kampioen met negen overwinningen en 361 punten.

### Formule 3
In 2010 stapte Da Costa over naar de Formule 3 Euroseries voor Motopark. Met drie overwinningen en 40 punten eindigde hij als zevende in het kampioenschap en was hij de beste rookie. Ook mocht hij meedoen aan de Grand Prix van Macau, waarin hij zesde werd. Door zijn prestaties mocht hij tijdens de Young Driver's Test rijden op het Yas Marina Circuit voor het Formule 1-team van Force India. Op de eerste dag zette hij de derde tijd neer en reed hij 77 ronden.
In 2011 reed Da Costa geen volledig seizoen in de Formule 3, maar stapte wel in bij Hitech Racing voor de ronden op de Nürburgring, Le Castellet en Spa-Francorchamps in het Britse Formule 3-kampioenschap als voorbereiding op de Grand Prix van Macau. Hij behaalde hier drie podiumplaatsen en eindigde als dertiende in het kampioenschap met 51 punten. In Macau startte hij vanaf de tweede plaats achter Marco Wittmann, maar bleef staan bij de start en viel uit met versnellingsbakproblemen.
In 2012 reed Da Costa opnieuw in de Grand Prix van Macau, nu voor het team Carlin. Hij kwalificeerde zich opnieuw als tweede achter Alex Lynn. In de eerste ronde ging hij Lynn al voorbij en won hij de race als eerste Portugees sinds Eduardo de Carvalho in de eerste editie in 1954.

### GP3
In 2010 reed Da Costa ook twee raceweekenden in de GP3 Series voor Carlin, op de Hungaroring en op Spa als vervanger voor Lucas Foresti, die in die weekenden in de Britse Formule 3 reed. In de eerste race eindigde hij meteen als zesde, maar dit was gelijk ook zijn laatste puntenfinish van het seizoen. Hij eindigde als 26e in het kampioenschap met 3 punten.
In 2011 reed Da Costa fulltime in de GP3 voor Status Grand Prix. Aan het eind van het seizoen in Monza behaalde hij zijn eerste GP3-overwinning. Mede hierdoor eindigde hij als dertiende in het kampioenschap met 16 punten.
In 2012 keerde Da Costa terug naar Carlin om GP3 te gaan rijden. In de eerste race in Barcelona behaalde hij meteen pole position, maar had een valse start waardoor hij een drive-throughpenalty kreeg en als veertiende finishte. Op Silverstone behaalde hij een overwinning en hij won ook beide races op de Hungaroring, waardoor hij de eerste GP3-coureur werd die twee races in één weekend won. Hij was nog tot het laatste raceweekend in de strijd om de titel, maar uiteindelijk eindigde hij als derde in het kampioenschap met 132 punten, achter Mitch Evans en Daniel Abt.

### Formule Renault 3.5 Series
Halverwege 2012 werd Da Costa opgenomen in het Red Bull Junior Team als vervanger van de teleurstellende Lewis Williamson, die in de eerste drie raceweekenden in de Formule Renault 3.5 Series geen punten wist te scoren. Da Costa verving Williamson bij het team Arden Caterham voor de race op de Nürburgring. In zijn eerste race behaalde hij meteen een negende plaats. In de tweede race op Silverstone eindigde hij voor het eerst op het podium met een tweede plaats achter Sam Bird. Het volgende raceweekend op de Hungaroring behaalde hij zijn eerste overwinning nadat Kevin Magnussen in de laatste ronde uitviel met een kapotte motor. Ook in Le Castellet won hij de eerste race en eindigde in de tweede race als tweede achter Jules Bianchi. In het laatste raceweekend in Barcelona won hij beide races, waardoor hij uiteindelijk als vierde in het kampioenschap eindigde met 166 punten, slechts 23 punten achter kampioen Robin Frijns. Door zijn prestaties in de GP3 en de Formule Renault 3.5 werd hij door het Formule 1-team Red Bull Racing uitgenodigd om voor hen uit te komen in de Young Driver's Test op het Yas Marina Circuit. Op de eerste dag eindigde hij als tweede achter Magnussen (McLaren), op de tweede dag stond hij eerste met een voorsprong van een halve seconde op Oliver Turvey (ook McLaren).
In 2013 nam Da Costa opnieuw deel aan de Formule Renault 3.5 voor Arden Caterham, met Pietro Fantin als teamgenoot.

### Formule 1
Op 12 april werd bekendgemaakt dat Da Costa reservecoureur werd in China en Singapore in plaats van Sébastien Buemi bij Red Bull Racing. Later mocht Da Costa ook rijden op de Young Driver Test in Silverstone voor Red Bull Racing.
Da Costa was een kanshebber op een stoeltje bij Toro Rosso om de naar Red Bull vertrokken Daniel Ricciardo te vervangen. Dit stoeltje ging naar Daniil Kvjat en op 6 december 2013 werd bekendgemaakt dat Da Costa Red Bull-testrijder werd voor 2014.

### DTM

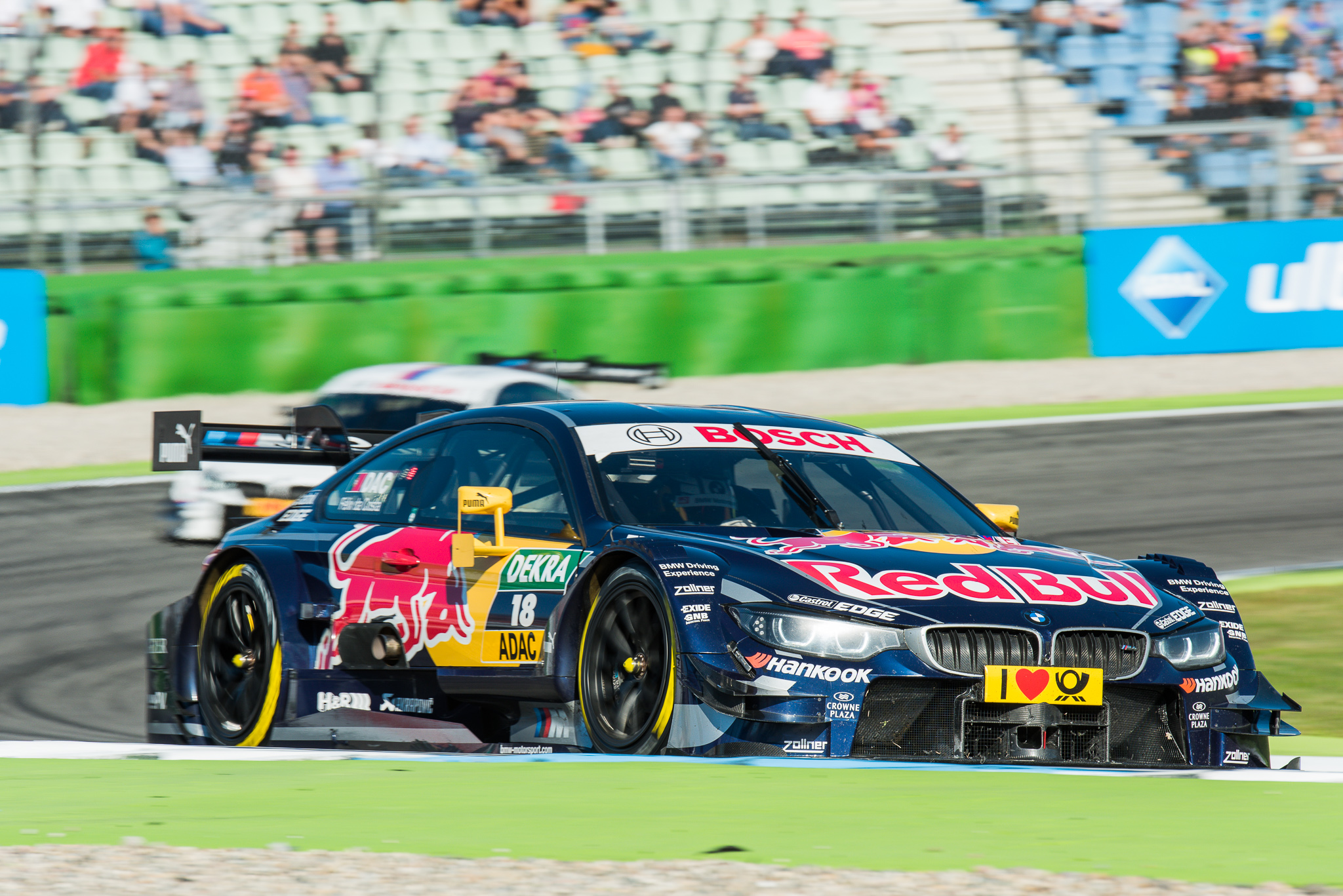
António Félix da Costa, Deutsche Tourenwagen Masters 2014 - Hockenheimring

Op 6 december 2013 werd bekendgemaakt dat Da Costa in 2014 bij BMW in de DTM ging rijden. Hij kende een moeilijk seizoen en met enkel een achtste plaats op de Hungaroring en een negende plaats op de Hockenheimring eindigde hij als 21e in het kampioenschap met 6 punten.
In 2015 bleef Da Costa voor BMW rijden in de DTM. Op het Circuit Park Zandvoort behaalde hij in de eerste race met een tweede plaats achter Pascal Wehrlein zijn eerste podiumplaats in het kampioenschap, om in de tweede race zijn eerste overwinning te boeken.

### Formule E
In het seizoen 2014-2015 reed Da Costa in het elektrische kampioenschap Formule E. Hij kwam uit voor het team Amlin Aguri, met Katherine Legge als teamgenoot. Nadat hij het eerste raceweekend moest missen vanwege een clash met de DTM, won hij de vierde race op het Stratencircuit Puerto Madero en eindigde mede hierdoor als achtste in het kampioenschap met 51 punten.
In het seizoen 2015-2016 bleef Da Costa actief voor Amlin Aguri, dat de naam had veranderd naar Team Aguri, in de Formule E.
1. ↑  https://www.autosport.pt/velocidade/indycar/indycar-felix-da-costa-ja-tinha-saudades-de-ser-levado-ao-limite/.
2. ↑  https://www.regiaonline.pt/l/antonio-felix-da-costa-piloto-de-cascais-vive-um-dos-melhores-momentos-da-sua-carreira/.